# 蘇塞克斯縣 (特拉華州)
蘇塞克斯縣（英語：Sussex County）是美国特拉华州南部的一个县，東北隔特拉华湾與新泽西州相望，西、南鄰马里兰州，面積3,097平方公里，根据美国人口普查局2020年统计，共有人口23萬7,378人。县治喬治城。該縣成立於1683年。